# Manit Noywech
Manit Noywech (Thai: มานิตย์ น้อยเวช, * 5. März 1980 in Suphanburi) ist ein ehemaliger thailändischer Fußballspieler.

## Karriere als Fußballspieler

### Verein
Seine Karriere begann Manit im Alter von 18 Jahren bei dem Verein FC Suphanburi. Er spielte für den Verein bis Ende 2002, bestritt dabei insgesamt 108 Spiele. Dabei konnte er 76 Tore erzielen. 2002 gewann er mit dem Verein den Meistertitel in der Thailand Provincial League, einer Fußball-Liga parallel zur Thai League und unter der Leitung der Sports Authority of Thailand (SAT). Nach seiner Zeit in Suphanburi wechselte er zum FC Bangkok Bank um 2004 nach Vietnam zu gehen. Dort spielte er in der V-League für Pisico Bình Ðịnh. Er nahm mit dem Verein an der AFC Champions League 2005 teil. 2006 wechselte er nach Indonesien zu Persijap Jepara, wo er allerdings bereits nach ein paar Monaten aus seinem Vertrag entlassen wurde. Er kehrte daraufhin nach Thailand zu seinem alten Verein Suphanburi zurück, welcher inzwischen in die Premier League aufgestiegen war. Dem Abstieg des Vereins in die zweite Liga zu Ende der Saison 2007 wollte er nicht folgen und wechselte zum FC Thailand Tobacco Monopoly. In 23 Spielen konnte er jedoch nur drei Tore erzielen und wurde ebenfalls freigestellt. Seit der Saison 2009 spielt er für die Police United, in der zweiten thailändischen Liga, der Thailand Division 1 League. Gleich in seiner ersten Saison mit dem Klub, avancierte er zum Topscorer der Mannschaft. In 29 Spielen erzielte er 24 Tore. Dies reichte zwar nicht zum Torschützenkönig, aber nach Ende der Saison wurde er mit dem Auszeichnung zum Stürmer des Jahres ausgezeichnet. Anschließend wechselte er in den Norden Thailands nach Chiang Rai zu Chiangrai United. Für den Club stand er 15 Mal auf dem Spielfeld. Von 2012 bis zur Beendigung seiner aktiven Laufbahn als Fußballspieler stand er bei Ayutthaya FC (2012–2013), Kasetsart FC (2013–2014) und dem North Bangkok University FC (2014–2015) unter Vertrag.

### Nationalmannschaft
Für die Nationalmannschaft spielte er erstmals in der U-23. Er konnte dabei 2001 und 2003 an den Südostasienspielen teilnehmen und jeweils die Goldmedaille erringen. Im Gruppenspiel der Südostasienspiele 2001 gegen Kambodscha gelangen ihm dabei drei Tore. Größter internationaler Erfolg für ihn war sicherlich das Erreichen eines vierten Platzes bei den Asienspielen im Jahr 2002, ebenfalls mit der U-23 Nationalmannschaft. Dabei gelangen ihm im Verlaufe des Turniers insgesamt drei Tore. Das wichtigste war sicherlich das goldene 1:0 im Viertelfinale gegen Nordkorea.
Bei der Seniorenmannschaft stand er erstmals 2002 im Kader und nahm mit ihr an der ASEAN-Fußballmeisterschaft teil. Er gewann gleich seinen ersten Titel mit den Senioren. Bei der Fußball-Asienmeisterschaft 2004 stand er ebenfalls im Kader der Elf. Thailand kam abermals bei den Meisterschaften nicht über die Gruppenphase hinaus. Manit gelang beim Turnier kein Treffer. Danach wurde er nur noch selten für die Nationalelf berufen. Vermutlich machte er im Jahr 2007 im Freundschaftsspiel gegen China eines seiner letzten Länderspiele.

## Karriere als Trainer
2015 stand er als Trainer beim Drittligisten Singburi Bangrajun FC unter Vertrag.

## Auszeichnungen und Erfolge

### Auszeichnungen als Spieler
Stürmer des Jahres 2009 – Thai Premier League Division 1

### Erfolge als Spieler

#### FC Suphanburi
- Thailand Provincial League: 2002

#### Police United
- Thai Premier League Division 1: 2009  ▲

#### Nationalelf
- Teilnahme an der Endrunde zur Fußball-Asienmeisterschaft 2004
- Asienspiele 4. Platz (U-23)
- ASEAN-Fußballmeisterschaft Gewinner 2002
- Südostasienspiele Goldmedaille 2001, 2003 (U-23)

## Erläuterungen/Einzelnachweise
1. ↑  suaramerdeka.com: Bericht über die bevorstehende Freigabe (Indonesisch) (Memento des Originals vom 22. Juni 2008 im Internet Archive)  Info: Der Archivlink wurde automatisch eingesetzt und noch nicht geprüft. Bitte prüfe Original- und Archivlink gemäß Anleitung und entferne dann diesen Hinweis.
2. ↑  thaileaguefootball.com: Thai League Awards 2009 (Memento des Originals vom 11. Januar 2016 im Internet Archive)  Info: Der Archivlink wurde automatisch eingesetzt und noch nicht geprüft. Bitte prüfe Original- und Archivlink gemäß Anleitung und entferne dann diesen Hinweis.
3. ↑  thaifootball.com: Kader der Spiele 2001
4. ↑  thaifootball.com: Kader der Spiele 2003
5. ↑  rsssf.org: Details der Spiele
6. ↑  rsssf.org: Statistik des Turniers
7. ↑  thaifootball.com: Spielbericht